# Distrito de Koppal
Koppal (en canarés; ಕೊಪ್ಪಳ ) es un distrito de India, en el estado de Karnataka .
Comprende una superficie de 7 189 km².
El centro administrativo es la ciudad de Koppal.

## Demografía
Según censo 2011 contaba con una población total de 1 391 292 habitantes.